# Сохиевы
Со́хиевы (осет. Сохитæ) — осетинская фамилия.

## Происхождение
Как говорится в одной из легенд, родоначальник фамилии Сохиевых жил ранее в Урсдонском ущелье, и во время охоты облюбовал красивые места на левом берегу реки Ардон и решил там поселиться.
По преданию, пересказанному Дзаххотом Сохиевым, в те далекие времена местность современного Верхнего Мизура принадлежала ногайцам. Сохиевы также заявили свои права на эти земли. Чтобы не пролилась кровь, было решено устроить борцовский поединок, победителю которого отходила земля в полное владение. Ногайцы выставили своего богатыря. Сох же, подметив как-то, как его невестка, отодвигая теленка от вымени коровы, взяла того за ногу и перекинула через забор, принял решение облачить девушку в мужскую одежду и выставить ее на поединок. Девушка с легкостью одолела своего соперника, и осрамленные ногайцы были вынуждены уступить землю Соху, которую он назвал в честь своего отца Мизуром.

## История
В XIX веке Сохиевы из Мизура стали переселяться на равнину. Основная их часть обосновалась в Салугардане (ныне Алагир), меньшая — в Зилахаре, Црау, Ардоне, Христиановском (ныне Дигора) и Фалдоне.
Массовому переселению Сохиевых способствовало и сильное землетрясение, случившееся в 1922 году. Стихийное бедствие разрушило многие дома сельчан. Не пощадило оно и башню Сохиевых, которая сильно пострадала. Позднее местные жители, к сожалению, разобрали памятник архитектуры по камням.

## Генеалогия
Генетическая генеалогия
411444 — Sokhiev — G2a1a1a (DYS505=9 predicted Z6638+)

## Известные носители
- Туган Таймуразович Сохиев (1977) — главный дирижёр и музыкальный руководитель ГАБТ РФ, заслуженный артист Российской Федерации (2021).

Спорт
- Артур Маратович Сохиев (2002) — российский футболист, нападающий.
- Заурбек Маирбекович Сохиев (1984) — узбекский борец-вольник, заслуженный мастер спорта, чемпион мира по вольной борьбе (2009).